# Kościół Trójcy Świętej w Korfantowie
Kościół Świętej Trójcy stoi na niewielkim wzgórzu, w północnej części Korfantowa – miasta leżącego w powiecie nyskim, w województwie opolskim. Data powstania kościoła nie jest znana. Na podstawie wyglądu portalu wejścia głównego można jednak przyjąć, że został wzniesiony pod koniec XIII w. Portal możemy odnaleźć u podstawy wieży. Jest to najstarsza część kościoła. Granitowy, o profilu uskokowym, ozdobionym dekoracją z kolumienek, kapiteli i archiwoltą w kształcie łuku ostrego.

## Historia

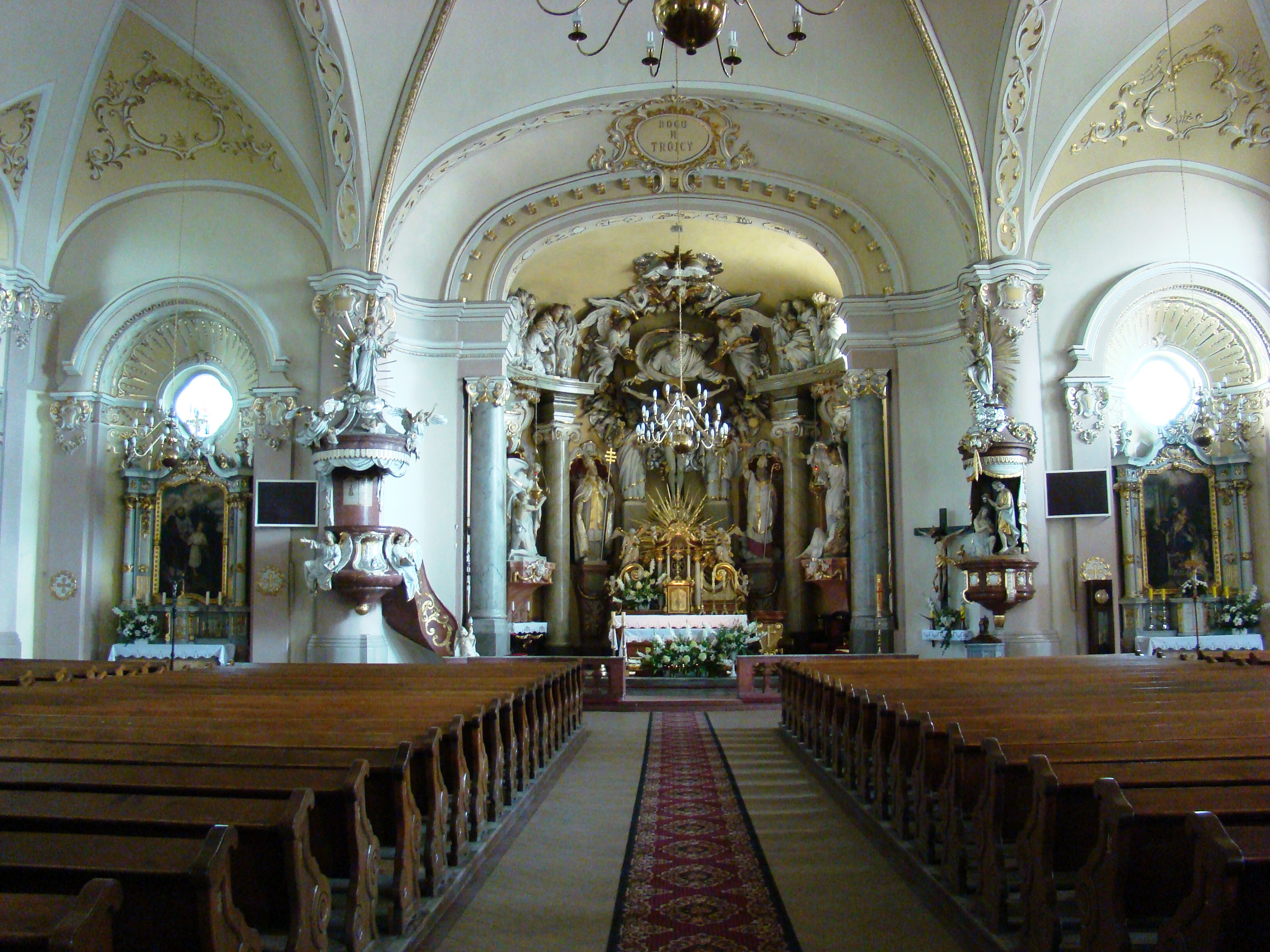
Wnętrze świątyni

Pierwsza informacja źródłowa dotycząca korfantowskiego kościoła pochodzi z 1335 r. W spisie dłużników dziesięciny sześcioletniej Galhardusa de Carceribusa występuje on jako ecclesia in Hurtlanth. Jednocześnie rok 1335 uznaje się za datę początkową Korfantowa.

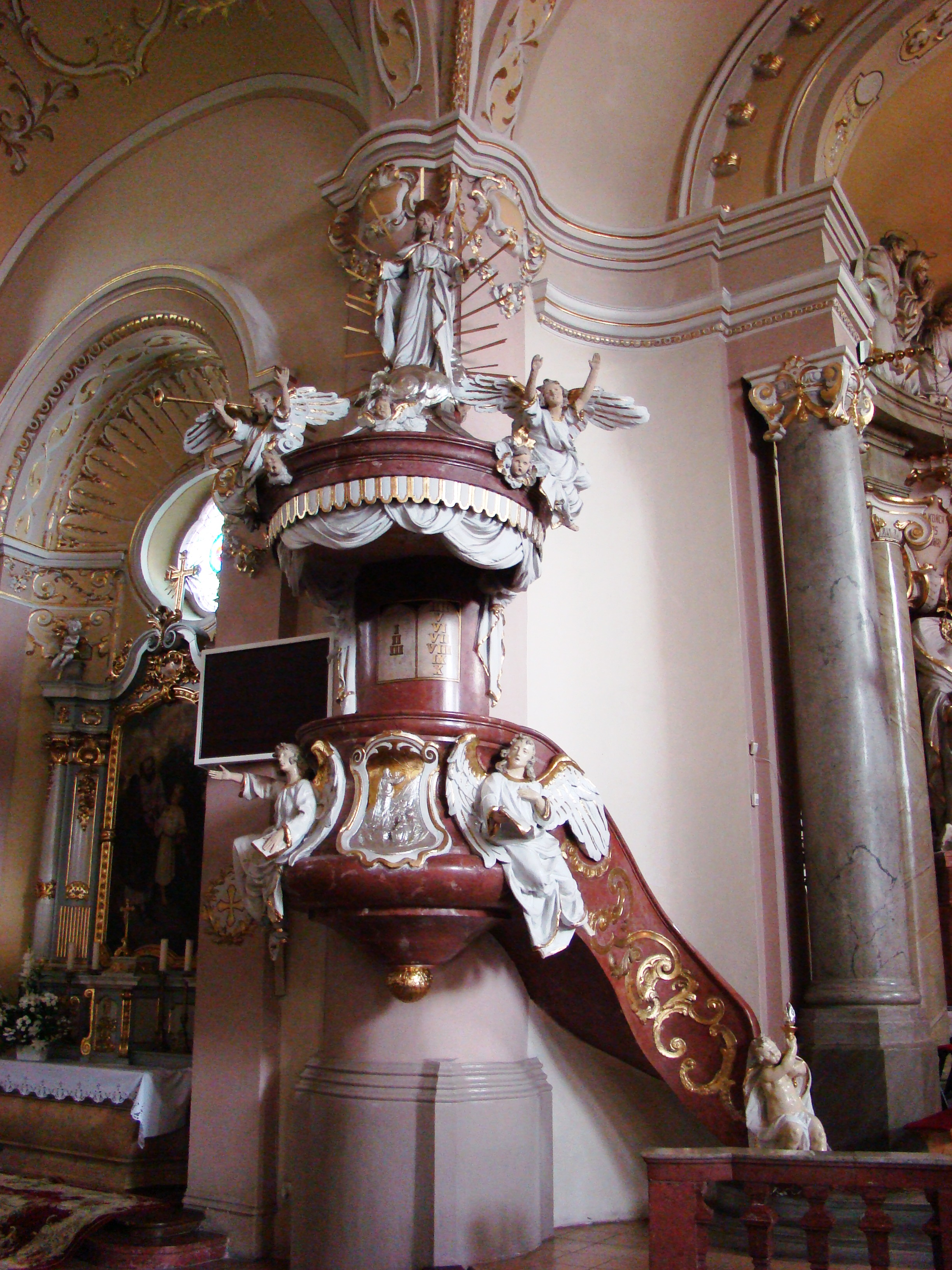
Ambona

Jak na ówczesne czasy rozmieszczenie kościoła było typowym rozwiązaniem. Zbudowany na osi wschód-zachód, na planie prostokąta, jednonawowy, murowany, od wschodu zamknięty prezbiterium, od zachodu jednowieżową fasadą z wejściem głównym. Z czasem w kościele i wokół niego pojawiły się grobowce miejscowych ziemian. Do dzisiejszych czasów przetrwały jednak nieliczne przykłady sztuki nagrobkowej. Jednym z nich jest płyta nagrobna córki Henryka Schuberta – Urszuli z 1591 r., wmurowana w ścianę obok bocznego wejścia do kościoła. Renesansowa, kamienna, z płaskorzeźbami postaci zmarłych klęczących pod krzyżem, z widniejącym nad nimi wizerunkiem Boga Ojca i aniołów, z inskrypcją: "Pozwólcie dzieciom przychodzić do Mnie, nie przeszkadzajcie im. Do takich bowiem należy królestwo Boże".
Na wieży kościoła początkowo wisiały dwa dzwony, odlane w 1490 i 1494. Wiosną 1516 szlachcic Friedrich Schoff – starosta Białej i właściciel Czyżowic koło Prudnika z rodu Schaffgotschów – zamordował proboszcza parafii w Korfantowie. Sprawa o morderstwo trafiła do księcia opolskiego Jana Dobrego. Schoff w ramach pokuty miał ufundować nowy dzwon do kościoła w Korfantowie. Nie wywiązał się on jednak z obiecanej fundacji, dzwon został odlany dopiero w listopadzie 1548 z inicjatywy Adama Gotscha, krewnego Schoffa.
Obok ołtarza Serca Jezusowego odnajdziemy barokowy grobowiec Henryka Wacława Nowagka – pana feudalnego Friedlandu, który zmarł w 1681 r. podczas epidemii dżumy. W 1682 r. w kościele wystawiono zmarłemu marmurowy, reprezentacyjny pomnik nagrobny, z leżącym rycerzem w pełnej zbroi, na epitafie przyściennym z aniołami podtrzymującymi płytę. Pierwotnie grobowcowi towarzyszyła większa forma ornamentalna, której elementy zachowały się do dzisiaj i można je zobaczyć w kościele.

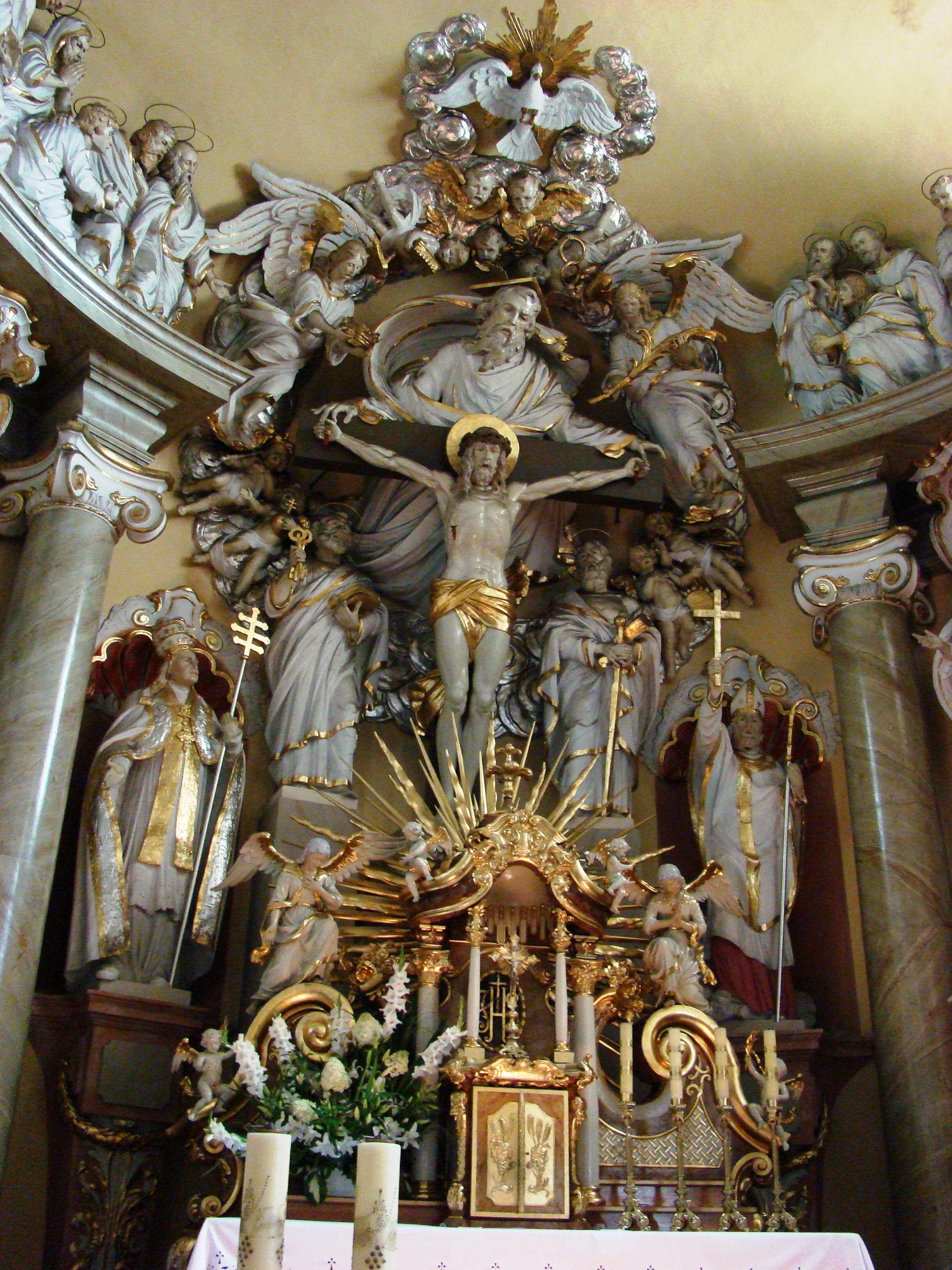
Ołtarz główny

Przez pierwsze wieki swojego istnienia kościół niewiele się zmieniał. Oszczędzały go kolejne pożary. Nie pogorszył stanu budowli „okres protestancki” trwający 65 lat – od 1564 r., kiedy to pan Korfantowa Adam Gotsch doprowadził do przejęcia kościoła parafialnego przez protestanckich kaznodziejów, aż do 1629 r., gdy kościół oddano katolikom. Do 1622 r., a więc przez 58 lat, pastorem ewangelickiej gminy w Korfantowie był Georgius Fabricius, działacz oświatowy i znawca hutnictwa żelaza.
Pierwszą poważną inwestycję zmieniającą wygląd świątyni przeprowadzono w 1751 r., kiedy to przebudowano wieżę kościelną nadając jej barokowy charakter, dobudowując część zegarową z balustradą oraz baniasty hełm z latarniami wieńczący całość. Wcześniej, do połowy XVIII w., wieża kościelna w połowie była murowana, posiadała drewnianą nadstawę z zegarem i trzema dzwonami. Do końca XVIII w. wybudowano w kościele także empory, a parafia otrzymała dzwon św. Jana.
Kolejnych kilkadziesiąt lat to okres zastoju inwestycyjnego. Zmieniają to wydarzenia roku 1884. Na posiedzeniu rady parafialnej pod przewodnictwem ks. Fryderyka Grossera ustalono, że ze względu na rosnącą liczbę parafian budowa nowego kościoła jest konieczna. Tym samym rozpoczął się 25-letni okres walki o nową świątynię. Jednak dopiero w 1908 r. gdy proboszczem parafii był ks. Walenty Wojciech, późniejszy biskup sufragan wrocławski, przyjęto do realizacji projekt budowy kościoła autorstwa radcy budowlanego z Nysy Schalka. Zakładał on pozostawienie barokowej wieży i dobudowanie do niej budynku nawowego.
Rozbiórka starego kościoła trwała od 9 marca do 10 kwietnia 1908 r. Prowadzono ją w taki sposób, by zachować najcenniejsze elementy wyposażenia starego kościoła. Spośród nich na szczególną uwagę zasługuje marmurowa chrzcielnica oparta na planie ośmioboku, wyraźnie odbiegająca od wystroju neobarokowego świątyni (pochodzi z przełomu XVIII i XIX w.). Kolejny element to rzeźba „Chrystusa ukrzyżowanego”. Rzeźbę wykonano pod koniec XIX w. w Oberammergau (Bawaria). Do korfantowskiego kościoła trafiła w latach 20. XX w. jako dar miejscowej rodziny Thielmann. Wreszcie, należy wymienić świeczniki procesyjne cechów rzemieślniczych: piekarzy, kuśnierzy, rzeźników, szewców, ślusarzy i krawcówkrawców. Pochodzą one z XVIII i XIX w. (najstarszy z 1778). Możemy je obejrzeć w zachodnim krańcu naw bocznych kościoła.
Już 23 listopada 1909 r. ks. kanonik Josef Klose mógł poświęcić nowy budynek nawowy w stanie surowym. Prace wykończeniowe wnętrza trwały do roku 1911. 11 czerwca tego roku ks. biskup Karol Augustin dokonał konsekracji kościoła. W neobarokowej szacie kościół przetrwał do naszych czasów. W stosunku do projektu Schalka pewnym zmianom w późniejszym czasie, uległo jedynie prezbiterium i niektóre elementy wystroju kościoła.
Do przebudowy prezbiterium, według projektu Hansa Schlichta, doprowadza proboszcz parafii ks. Fryderyk Loch. Dzięki tej inwestycji charakter prezbiterium został dopasowany do stylu budynku nawowego i wieży. Dziesięć lat później, w 1935 r., dla uczczenia ćwierćwiecza konsekracji kościoła ks. Loch zamawia nowe obrazy drogi rzyżowej, autorstwa Nicolausa Haslera z Monachium. Ramy do nich wykonał Hugo Hesse z Wrocławia. Prace nad przebudową prezbiterium były ostatnim akordem czasu wielkich budów na kościelnym wzgórzu.
Podczas I wojny światowej, w 1917 dwa z trzech dzwonów kościoła zostały zdjęte i przetopione w związku z potrzebami wojennymi. Dzwon pokutny Schaffgotschów został zarekwirowany podczas II wojny światowej w 1942, jednak nie został on przetopiony. Po zakończeniu działań wojennych znajdował się w magazynie dzwonów w Hamburgu, następnie przewieziono go do Münster. W 1952 został przetransportowany do Hüthum, gdzie 13 czerwca 1952 przekazano go do tamtejszego kościoła św. Jerzego jako tzw. Leihglocke.
W 2011 w nawie bocznej kościoła została zamontowana tablica upamiętniająca Jana Pawła II.